# 広安門事件

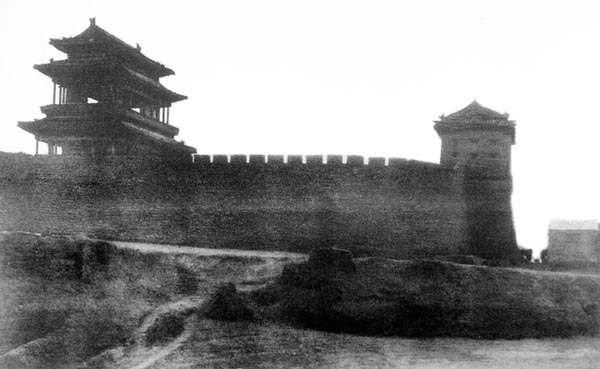
広安門（写真は1910年撮影）

広安門事件（こうあんもんじけん）は、日中戦争初期（北支事変）の1937年（昭和12年）7月26日、中華民国冀察政務委員会の支配地域であった北平市（現：北京市）で起きた国民革命軍第二十九軍による日本軍への虐殺事件。この同月には7日に盧溝橋事件、25日に廊坊事件、29日に日本民間人への虐殺事件である通州事件などの反日テロが立て続けに起こった。

## 事件概要
北平居留民保護の為に日本軍広部大隊は26台のトラックで北平城内の日本兵営に向かった。事前に松井特務機関長が部隊の北平外城広安門（zh:廣安門）通過について、冀察政務委員会当局と交渉して秦徳純市長の承諾を得た上で、連絡の為に冀察政府軍事顧問桜井少佐が午後6時頃広安門に赴くと、門を警備していた中国軍が城門を閉鎖していたため、開門について交渉した結果午後7時半頃開門され部隊が門の通過を始めたが
、部隊の3分の2が通過した時に突如門が閉ざされ、広部部隊を城門の内と外に分断した状態で不意に手榴弾と機関銃の猛射による攻撃を加えてきたため、広部部隊も門の内外から応戦した。中国側は兵力を増強して大隊を包囲し、一方豊台の河辺旅団長により午後9時半救援隊が派遣されたところで折衝により中国軍は離れた場所に集結し、広部部隊の内、城内に入ったものは城内公使館区域に向かい、城外に残されたものは豊台に向かうという案がまとめられ午後10時過ぎに停戦し、広部部隊は27日午前2時頃公使館区域の兵営に入った。この戦闘における日本軍の死傷者の合計は19名で、その内訳は戦死が上等兵2、負傷が少佐1、大尉1、軍曹1、上等兵2、一等兵1、二等兵7、軍属2、新聞記者1であり、桜井顧問に同行した通訳1名も戦死している。
当時、既に中国軍は河北省南部の石家荘・保定や山西省の大同に多数集結し、また豊台においては完全に日本軍を包囲しており、その一方で日本軍も新たに動員された関東軍・朝鮮軍の部隊が北平・天津地区に到着しつつあり、両軍の間で緊迫の度が高まる中で起きた事件であった。

## 事件の影響
この事件は、直前に起きた廊坊事件とともに中国側の規範意識の欠如と残酷な面を見せつけ、中国側に対して全く反省を期待できない不誠意の表れであり和平解決の望みが絶たれたと判断した日本軍支那駐屯軍は7月27日夜半になって前日の通告を取消し、改めて冀察政務委員会委員長であり、二十九軍軍長でもあった宋哲元に対し「協定履行の不誠意と屡次（るじ）の挑戦的行為とは、最早我軍の隠忍し能（あた）はざる所であり、就中（なかんずく）広安門に於ける欺瞞（ぎまん）行為は我軍を侮辱する甚（はなは）だしきものにして、断じて赦すべからざるものであるから、軍は茲（ここ）に独自の行動を執（と）る」ことを通告し、さらに北平城内の戦禍を避けるために中国側が全ての軍隊を城内から撤退させることを勧告した。
日本軍支那駐屯軍は28日早朝から北平・天津地方の中国軍に攻撃を加える為、必要な部署を用意し、河北の民衆を敵視するものではなく、列国の権益とその居留民の生命財産と安全を図り、中国北部の獲得の意図がないことを布告し、これと同じ内容が内閣書記官長談として発表された。駐屯軍は28日から北平周辺の中国軍に対し攻撃を開始し、天津方面では28日夜半から中国軍の攻撃が開始され、各方面で日本軍が勝利し2日間で中国軍の掃蕩が完了した。
7月29日には、在留日本人数百人が「冀東防共自治政府」保安隊（中国人部隊）に虐殺される通州事件が起き、日本世論は激昂することとなった。